# Diourbel (région)
La Région de Diourbel est l'une des 14 régions administratives du Sénégal, située dans l'ouest du pays. Le chef-lieu régional est la ville de Diourbel.

## Géographie
La région est située par 14°30 et 15° de latitude Nord et 15°40 de longitude Ouest. Sans accès à la mer, elle est limitée au Nord par les régions de Thiès et de Louga, au Sud par les régions de Thiès et de Fatick, à l’Est par les régions de Fatick et de Louga et à l’Ouest par la région de Thiès.
La région de Diourbel est directement reliée à sa capitale nationale, Dakar, par la Route Nationale n° 3, dont le revêtement goudronné est globalement en bon état, et par la voie ferrée Dakar-Kidira. 

## Histoire
La région de Diourbel en l'une des sept régions instaurée en 1960. Elle perd une grande partie de sa superficie en 1976 lors du démembrement de la région de Louga.
Elle correspond approximativement à l’ancien royaume du Baol qui atteignit ses limites maximales sous le règne [réf. nécessaire] du Damel Teigne Lat Soucabé Ngoné Dieye (1697-1719).

## Organisation territoriale
Le ressort territorial actuel, ainsi que le chef-lieu des régions, départements et arrondissements sont ceux fixés par un décret du 10 septembre 2008 qui abroge toutes les dispositions antérieures contraires.

### Départements
La région comprend 3 départements :
- Bambey ;
- Diourbel ;
- Mbacké.

### Arrondissements
La région comprend 8 arrondissements :
- Baba Garage ;
- Lambaye ;
- Ngoye ;
- Ndindy ;
- Ndoulo ;
- Kael ;
- Ndame ;
- Taïf.

### Communes
La région comprend trois communes :
- Bambey ;
- Diourbel ;
- Mbacké.